# Torre Libeskind

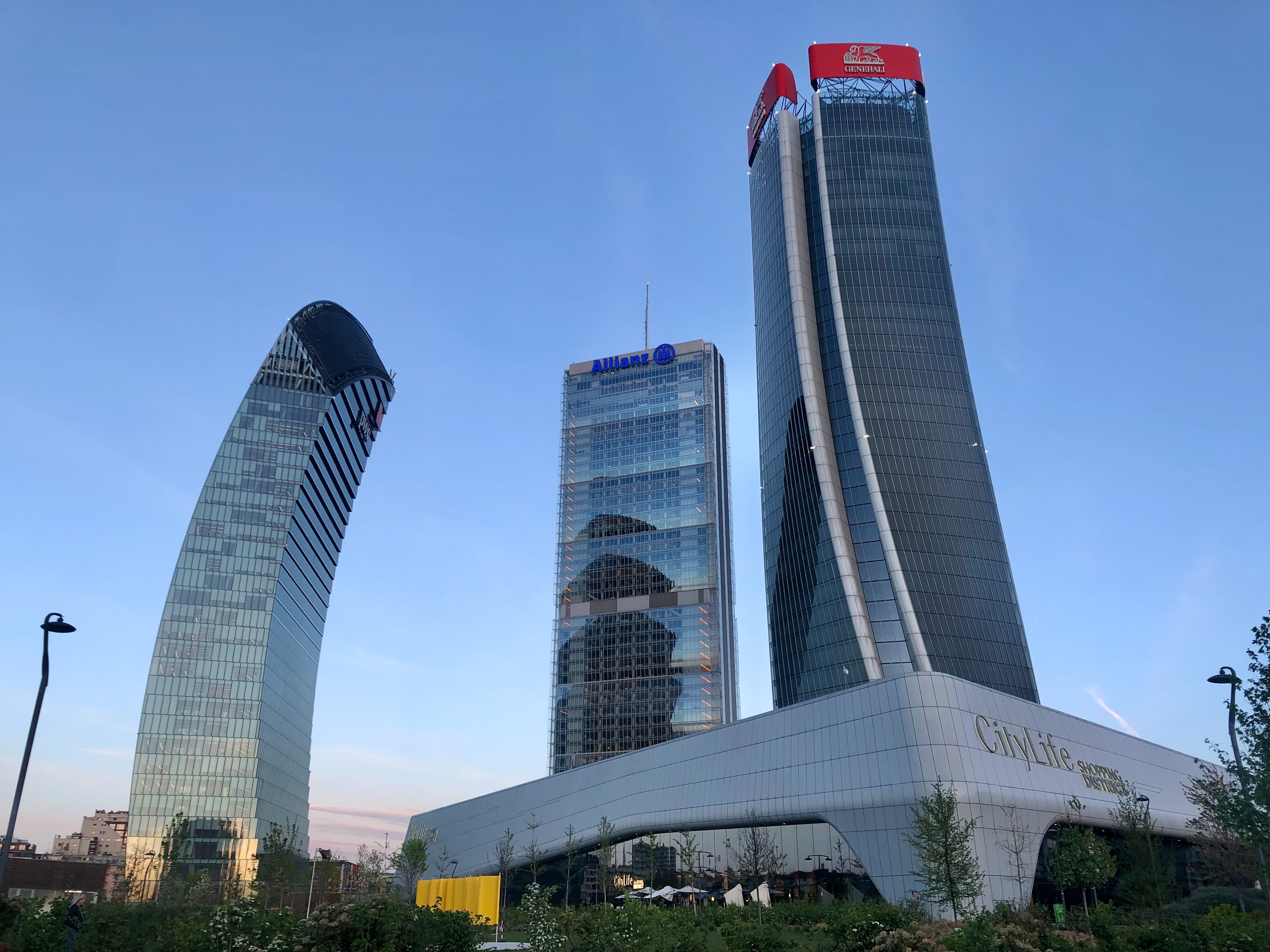
Die Tre Torri des Mailänder CityLife Quartiers

Der Torre Libeskind, aufgrund seiner Form auch Il Curvo (der Krumme) genannt, ist ein Wolkenkratzer in der norditalienischen Stadt Mailand. Das 175 Meter hohe Gebäude wurde vom  US-amerikanischen Architekten Daniel Libeskind entworfen und zwischen 2015 und 2020 im neuen Stadtviertel CityLife erbaut.
Es ist das vierthöchste Haus Mailands und das fünfthöchste Gebäude Italiens.

## Hintergrund
Nach dem Umzug der Mailänder Messe Fiera Milano vor die Tore der Stadt wurde das bisherige Messegelände umgewidmet. Ab 2009 wurden auf dem Gelände zunächst von den Architekten Daniel Libeskind und Zaha Hadid entworfene Wohngebäude sowie die Anbindung an die Metropolitana di Milano unter anderem über die Haltestelle Tre Torri der Linie M5 erbaut. Ab 2012 wurde mit dem Bau des ersten von drei Wolkenkratzern begonnen: Zunächst entstand bis 2015 der auf Entwürfe von Arata Isozaki zurückgehende Torre Allianz (Il Dritto – der Gerade), dann zwischen 2014 und 2017 der von Zaha Hadid entworfene Torre Generali (Lo Storto – der Verdrehte).
Im Oktober 2015 wurde mit den Bauarbeiten am Torre Libeskind begonnen, als die Turmfundamente angelegt wurden. Anfang 2017 war der Bau der Untergeschosse abgeschlossen und der Bau erreichte das Erdgeschoss. Im April 2020 wurde die Spitze des Gebäudes fertiggestellt, die anschließenden Innenausbauten dauerten bis zum Oktober 2020.
Der Wolkenkratzer bietet auf 31 Stockwerken Büroflächen von über 30.000 Quadratmetern, als Hauptmieter wurde 2018 die italienische Firma des PricewaterhouseCoopers-Netzwerks gewonnen.